# Kombuisia
Kombuisia è un genere estinto di terapsidi, appartenente ai dicinodonti. Visse nel Triassico inferiore - medio (circa 250 - 242 milioni di anni fa) e i suoi resti fossili sono stati ritrovati in Sudafrica e in Antartide.

## Descrizione
Questo animale era di dimensioni relativamente modeste, e doveva superare di poco i 50 centimetri di lunghezza. Come molti dicinodonti, possedeva un corpo a forma di barile sorretto da zampe robuste che sporgevano ai lati del corpo. La testa era grande e dotata di un becco corneo e di due denti simili a canini che sporgevano dalla mascella. La regione intertemporale era particolarmente stretta e formava una cresta sagittale. Era inoltre presente una finestra mandibolare di dimensioni ridotte. La specie tipo, Kombuisia frerensis, era sprovvista di forame pineale (caso rarissimo tra i dicinodonti).

## Classificazione
Il genere Kombuisia fu descritto per la prima volta da Hotton nel 1974, sulla base di resti fossili provenienti dal Sudafrica. La specie tipo, Kombuisia frerensis, è stata rinvenuta in depositi del Triassico medio (Anisico) nella zona di Lady Frere. Successivamente è stata descritta un'altra specie, Kombuisia antarctica, i cui fossili sono stati ritrovati in strati più antichi (Induano) nella formazione Fremouw, in Antartide. Questa specie può essere distinta dalla specie tipo sulla base della presenza di un forame pineale ridotto e della mancanza di contatto tra le ossa postorbitali (Fröbisch et al., 2010).
Kombuisia è considerato un rappresentante dei dicinodonti, un gruppo di terapsidi erbivori che nel corso del Permiano si diffusero e si specializzarono, occupando varie nicchie ecologiche e sopravvivendo all'estinzione di massa del Permiano - Triassico. In particolare, alcune caratteristiche morfologiche di Kombuisia richiamano quelle di un altro dicinodonte vissuto qualche milione di anni prima (nel Permiano), Kingoria (noto anche come Dicynodontoides). I kingoriidi furono tra i pochi dicinodonti a sopravvivere nel Triassico.

## Paleobiogeografia
La scoperta di Kombuisia e di altri dicinodonti (come Lystrosaurus) nel Triassico inferiore dell'Antartide suggerisce che quest'area divenne una sorta di rifugio da alcuni effetti dell'estinzione del Permiano - Triassico. La composizione della fauna della Formazione Fremouw implica una struttura della comunità simile a quella, ecologicamente anomala, della Zona a ''Lystrosaurus'' in Sudafrica, e fornisce un'ulteriore prova di un disturbo ecologico di proporzioni molto ampie appena dopo l'evento di estinzione (Fröbisch et al., 2010).